# Бластомикоз
Бластомикоз Гилкриста (североамериканский бластомикоз, глубокий бластомикоз Гилкриста, болезнь Гилкриста) — хронический системный микоз человека и животных (собаки, лошади, реже кошки), вызванный Blastomyces dermatitidis.
Заболевание и возбудитель впервые описаны Томасом Гилкристом и Вильямом Стоксом в 1896 — 1898 годах.

## Эпидемиология

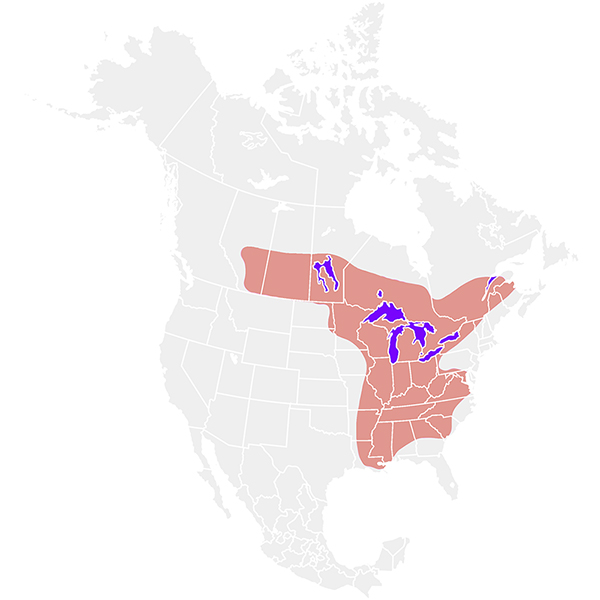
Эндемичная территория по североамериканскому бластомикозу

Эндемичен для Северной Америки (США, Канада), имелись случаи выявления в Африке (Конго, Марокко, Тунис, Уганда), Австралии, Индии, Латинской Америке, Европе (включая и СССР). Заболевание протекает в нескольких эндемичных районах, наиболее часто в восточной части Северной Америки, особенно в западной и северной периферии бассейна Великих озёр, простирается на восток вдоль южного берега реки Святого Лаврентия и на юг к центру гор Аппалачи на востоке, в долине реки Миссисипи на западе. Единичные случаи были зарегистрированы в континентальной Африке, на Аравийском полуострове и Индийском субконтиненте.
Резервуар возбудителя — почва. Не контагиозен. Заражение возникает при вдыхании спор грибка. Первично поражаются лёгкие, вторично поражаются кожа и внутренние органы путём гематогенного диссеминирования из лёгких. Инкубационный период: 1 неделя — 4 месяца.

## Клиника
Как и ко всем микозам, развитию заболевания способствует снижение резистентности организма.
По течению различается на:
- первичный — с поражением лёгких, проявляющийся в бессимптомной форме или как пневмонии. Первичное поражение кожи наблюдается в редких случаях в виде язвы напоминающей шанкр.
- вторичный (диссеминированный) — с преимущественным поражением кожи различной локализации в виде красных папул, пустул, сливающихся малоболезненных абсцедированных и изъязвлённых гранулём. Вторично могут поражаться и кости, внутренние органы, оболочки мозга.
- генерализованный (хроническое течение) — происходит чаще всего поражение лёгких с образованием гранулём с гигантоклеточным[англ.] перерождением, фиброзированием, казеозным некрозом, абсцедированием. В некоторых случаях в процесс вовлекаются стенки грудной клетки и бронхиальные лимфоузлы. Подобные поражения могут быть во внутренних органах (печень, селезёнка, почки, предстательная железа, маточные трубы, матка и т. д.), костях, суставах, мышцах (с образованием подкожных абсцессов и свищей), центральной нервной системе (с развитием лептоменингита и абсцесса мозга), а также в 25 % случаев в коже и подкожной клетчатке.

В начале генерализации процесса в очагах поражения наблюдается большое количество возбудителя, при хронизации возбудитель обнаруживается редко в виде единичных клеток, что учитывается при лабораторном его выделении.
Вызывает клинические симптомы, похожие на гистоплазмоз.
Бластомикоз может проявляться в следующих формах:
- напоминающее грипп заболевание с лихорадкой, ознобом, артралгией (болью в суставах), миалгией (мышечными болями), головной болью и непродуктивным кашлем, который проходит через нескольких дней;
- острое заболевание, напоминающее бактериальную пневмонию, с высокой температурой, ознобом, продуктивным кашлем и болью в груди;
- хроническое заболевание, которое напоминает рак или туберкулёз лёгких, с лихорадкой, продуктивным кашлем, ночной потливостью и потерей веса;
- быстро прогрессирующая и тяжёлая болезнь, которая проявляется как ОРДС с лихорадкой, одышкой, тахипноэ, гипоксемией и диффузными лёгочными инфильтратами;
- поражения кожи, как правило, протекают бессимптомно, могут появиться бородавки или небольшие пустулы;
- литические повреждения костей, могут привести к костной боли или боли в суставах;
- простатит, может быть бессимптомным или может причинить боль при мочеиспускании;
- охриплость:
- 40 % пациентов имеют ослабленный иммунитет и проблемы с ЦНС в виде возможных абсцессов мозга, эпидуральных абсцессов или менингитов.

Дифференциальная диагностика бластомикоза Гилкриста с: криптококкозом, туберкулёзом, сифилисом, хромомикозом, лейшманиозом, споротрихозом.

## Прогноз
При поражении только кожи (редкие случаи) при своевременном полноценном лечении исход заболевания благоприятный. При висцеральной форме заболевания — высокая летальность (к примеру в США по состоянию до 1970 года было учтено 1470 всего заболевших, при этом в 1959—1968 годах учтено 188 умерших). После переболевания формируется иммунитет.
Специфическая профилактика заболевания при нахождении в эндемичных местностях отсутствует.